# Samuel Forseen
Samuel Johannis Forseen, född omkring 1686, död 12 maj 1744 i Åbo, var en finländsk ämbetsman och lagöversättare. 
Forseen blev filosofie magister 1712 och var landssekreterare i Åbo. Sedan 1734 års lag antagits av ständerna och regeringen, åtog sig Forseen att översätta den till finska. Arbetet avslutades 1738 men underkastades därefter en långvarig granskning, varför det publicerades först 1759. Detta var den första tryckta finska lagöversättningen.